# Chaos Rings II
Chaos Rings II è un videogioco di ruolo per iOS sviluppato dalla Media.Vision e pubblicato dalla Square Enix. Il gioco è stato pubblicato il 14 marzo 2012, il giorno prima della data programmata. Si tratta del sequel di Chaos Rings, ed il terzo capitolo nella serie Chaos Rings contando il prequel Chaos Rings Omega. Un trailer del videogioco è stato reso disponibile a maggio 2011 dalla Square Enix.